# Monomorium kiliani
Monomorium kiliani är en myrart som beskrevs av Auguste-Henri Forel 1902. Monomorium kiliani ingår i släktet Monomorium och familjen myror.

## Underarter
Arten delas in i följande underarter:
- M. k. kiliani
- M. k. obscurellum
- M. k. tambourinense